# Simulium mazzottii
Simulium mazzottii är en tvåvingeart som beskrevs av Diaz Najera 1981. Simulium mazzottii ingår i släktet Simulium och familjen knott. Inga underarter finns listade i Catalogue of Life.